# Theotókos
Theotókos (in greco antico: Θεοτόκος?; in latino Deipara, o Dei genetrix, o Deifera) è un titolo attribuito a Maria di Nazareth il 22 giugno 431, durante il Concilio di Efeso. Letteralmente significa Genitrice di Dio, e spesso viene reso in italiano con Madre di Dio.

## Definizione del dogma

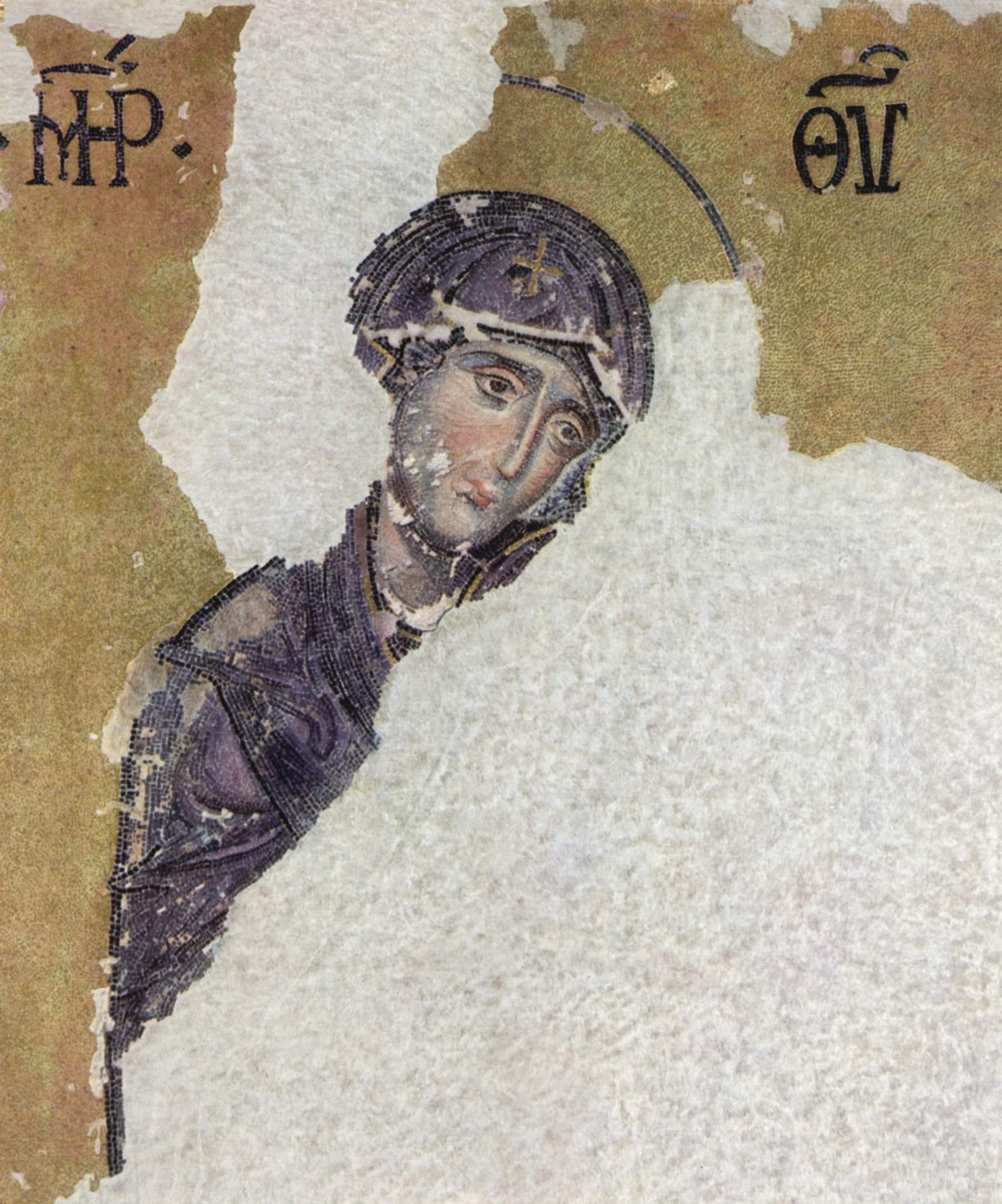
L'iscrizione indica la Madre di Dio (in greco ΜΡ ΘΥ), in un mosaico nella basilica di Santa Sofia a Costantinopoli.

Nel IV secolo il titolo «Madre di Dio» era ampiamente usato ad Alessandria d'Egitto (uno dei principali centri di elaborazione teologica del cristianesimo antico) ed era conosciuto in tutto l'Impero romano. Fu proclamato dogma dopo la controversia teologica causata dai nestoriani. Nestorio (381–451), Patriarca di Costantinopoli, aveva affermato infatti che Maria non aveva titolo per essere definita «madre di Dio», ma solo «madre di Gesù». La controversia tra Alessandria ed Antiochia fu risolta in un concilio ecumenico.
L'assise si tenne ad Efeso, in Asia Minore, nel 431. Il Concilio di Efeso ribadì il 22 giugno di quell'anno che Maria è Madre di Dio. Secondo il concilio, infatti, Gesù Cristo, pur essendo contemporaneamente Dio e uomo - come già aveva affermato in precedenza il concilio di Nicea - , è un'unica persona: le due nature, divina e umana, sono inseparabili, e perciò Maria può essere legittimamente chiamata "Madre di Dio".
(CCC 466)
La dottrina cristologica del patriarca Nestorio venne rifiutata dal concilio di Efeso perché separava troppo la natura umana di Cristo da quella divina, rischiando - in definitiva - di pensare a Gesù Cristo semplicemente come un uomo "ispirato", "inabitato" dal Verbo di Dio. Il titolo di Theotokos venne quindi confermato dal concilio in opposizione a Nestorio, che gli preferiva il titolo di Christotokos.

## Uso del titolo
Nell'Ave Maria, la più tipica preghiera mariana del cattolicesimo, Maria viene invocata col titolo Santa Maria, Madre di Dio.

## Festa liturgica
Nella tradizione liturgica della Chiesa cattolica il primo giorno dell'anno solare (1º gennaio) è tradizionalmente dedicato alla festa di Maria Santissima Madre di Dio, che coincide anche con l'ottavo giorno (la circoncisione) dalla nascita di Gesù. Secondo il rito ambrosiano, la festa viene celebrata nella sesta e ultima domenica di Avvento. La Divina Maternità di Maria, nella Messa tridentina, si ricorda invece il giorno 11 ottobre, a memoria del Concilio di Efeso (e nello stesso giorno papa Giovanni XXIII volle aprire il Concilio Vaticano II nel 1962).

## Nella Bibbia
Galati 4:4 afferma: "
Ma quando venne la pienezza del tempo, Dio mandò il suo Figlio, nato da donna, nato sotto la legge, per riscattare coloro che erano sotto la legge, perché ricevessimo l'adozione a figli. E che voi siete figli ne è prova il fatto che Dio ha mandato nei nostri cuori lo Spirito del suo Figlio che grida: Abbà, Padre!"
Il testo fa riferimento all'Incarnazione, al Figlio di Dio inviato a nascere da una donna, ed è l'unica menziona indiretta della Vergine Maria nei testi paolini.

## Iconografia
Fin dall'antichità le raffigurazioni della Madonna contenevano i due digrammi in greci maiuscoli MP ΘY che erano abbreviazione di Meter theou (Madre di Dio). I caratteri erano solitamente riportati su sfondo oro.